# Église protestante luthérienne unie d'Allemagne

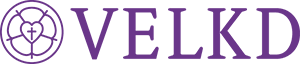
Logo de la VELKD.

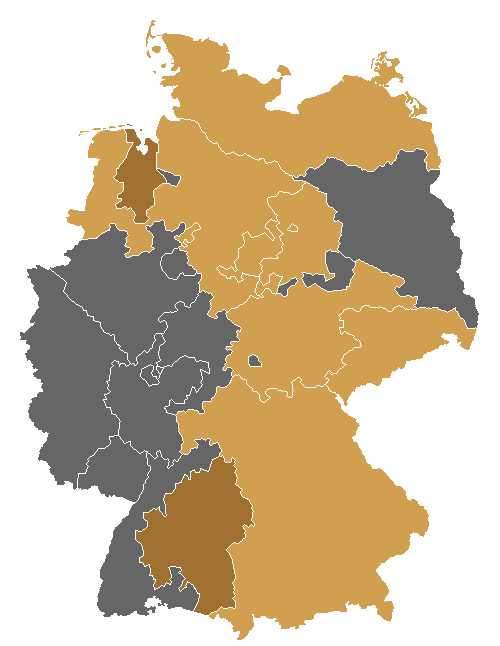
Membres de la VELKD en marron clair, églises associées en brun foncé.

L'Église protestante luthérienne unie d'Allemagne (Vereinigte Evangelisch-Lutherische Kirche Deutschlands, VELKD) est une association de sept églises luthériennes en Allemagne. Elle a été fondée le 8 juillet 1948 à Eisenach et comprend aujourd'hui environ 7,3 millions de membres. Leur but est de promouvoir et de préserver l'unité du luthéranisme.
La profession de foi des églises membres comprend au moins la confession d'Augsbourg inchangée (Confessio Augustana invariata) et le Petit Catéchisme de Martin Luther.
En contrepartie du VELKD, deux autres associations confessionnelles existaient également : l'Église protestante de l'Union (regroupant les églises dites protestantes unies, c'est-à-dire en union luthéro-réformée, essentiellement issues de l'Union prussienne) et la Conférence d'Arnoldshain (regroupant les églises réformées), ces deux organisations ayant fusionné le 1er juillet 2003 au sein de l'Union des Églises protestantes. Toutes les églises membres de la VELKD sont également membres de la fédération générale des églises protestantes (luthériennes, réformées et unies) d'Allemagne, l’Église protestante en Allemagne (Evangelische Kirche in Deutschland, EKD).

## Historique
La VELKD a été fondée le 8 juillet 1948 à Eisenach en tant qu'organisation succédant au Conseil de l’Église protestante luthérienne d'Allemagne (Lutherrat, "Conseil luthérien"), issu de l'Église confessante. Les membres fondateurs étaient dix des treize Églises luthériennes de l'époque (Bavière, Brunswick, Hambourg, Hanovre, Lübeck, Mecklembourg, Saxe, Schaumburg-Lippe, Schleswig-Holstein et Thuringe). L’Église protestante luthérienne en Wurtemberg et celles d'Oldenbourg et d'Eutin (église du district de Lübeck ultérieurement fusionnée avec celle d'Oldenbourg) n'ont pas rejoint la VELKD.
La naissance de la VELKD est liée à la formation de Église protestante en Allemagne (EKD), avec une forte participation des pasteurs de l’Église confessante, lors de la conférence des églises protestantes allemandes à Treysa en 1948. L'Église protestante en Allemagne ayant vocation à fédérer les églises luthériennes, les églises réformées et les églises unies, il y eut de longues discussions théologiques entre les confessions, à l'issue desquelles le compromis trouvé a été de créer la VELKD en même temps qu'était adoptée la constitution de l'EKD, le 13 juillet 1948.
La VELKD comportait des églises membres tant en République fédérale d'Allemagne qu'en République démocratique allemande. Dans les années 1960, la conduite de travaux communs devenant de plus en plus difficile, les 3 églises luthériennes membres de la VELKD se trouvant sur le territoire est-allemand créèrent leur propre « Zone Est », la VELK DDR, avec son propre évêque président. Cette organisation s'est auto-dissoute en 1988 pour venir renforcer la Fédération des Églises protestantes de la RDA. En 1991, ces trois églises d'Allemagne de l'Est ont rejoint à nouveau la VELKD.
La VELKD est basée dans les bureaux de l'EKD à Hanovre, et est dirigée par un directeur administratif, actuellement Dr. Stephan Schaede.
En outre, deux autres églises régionales (dites Landeskirche / églises nationales puisque c'était leur statut avant 1918) d'obédience luthérienne ont un simple statut d'invité dans la VELKD: l'Église protestante luthérienne d'Oldenbourg et l'Église protestante luthérienne en Wurtemberg. Les paroisses luthériennes membres de l'Église de Lippe à majorité réformée sont associés également.
Enfin, il existe aussi en Allemagne des églises luthériennes indépendantes, qui, entre autres pour des raisons théologiques, ne sont pas membres de la VELKD, à savoir:
- l'Église danoise du Schleswig-Sud (Dänische Kirche in Südschleswig, DKS)
- l'Église protestante luthérienne libre (Evangelisch-Lutherische Freikirche, ELFK)
- l'Église protestante luthérienne en Pays de Bade (Evangelisch-Lutherische Kirche in Baden, ELKiB, à ne pas confondre avec l’Église protestante du Pays de Bade)
- l'Église protestante luthérienne indépendante (Selbständige Evangelisch-Lutherische Kirche, SELK).

Les églises membres de la VELKD, plus l'Église protestante luthérienne d'Oldenbourg, l'Église protestante luthérienne en Wurtemberg, l'Église protestante luthérienne en Pays de Bade et la "classe luthérienne" de l'Église de Lippe sont membres du Comité national allemand de la Fédération luthérienne mondiale (DNK/LWF). Jusqu'à la fin de l'année 2017, le DNK/LWB, qui est une société de droit public indépendante, était structurellement et personnellement étroitement lié aux services de la VELKD. Depuis le 1er janvier 2018, le DNK / LWB s'est séparé physiquement de la VELKD, mais les deux institutions continuent à travailler en étroite collaboration.

## Missions et organisation
Les priorités de la VELKD sont : le travail théologique dans la pastorale, dans la conception accueillante de culte, dans le développement des paroisses et dans l'œcuménisme.
La VELKD est une ressource pour les églises régionales membres dans le cadre de grands projets qui dépassent leurs forces individuelles. Le VELKD est un partenaire privilégié de dialogue avec d'autres Églises et confessions tant en Allemagne qu'à l'international : dialogues avec l'Église catholique romaine, l'Église vieille-catholique en Allemagne, les anglicans, les méthodistes et les mennonites.
Les organes de la VELKD sont au nombre de quatre : le comité directeur de l’Église (Kirchenleitung), la conférence épiscopale, l'évêque président (Leitende Bischof, issu de la conférence épiscopale) et le synode général :
- Le comité directeur de l’Église est composé de l'évêque président, d'un évêque vice-président, d'un autre membre de la conférence épiscopale, du président ou de la présidente du synode général et de 9 représentants élus par le synode général. Il se réunit habituellement six fois par an.
- L'évêque président est élu par le synode général pour un mandat de trois ans renouvelable. Il est le plus haut membre du clergé de la VELKD et a le droit de prêcher dans toutes les églises régionales VELKD et d'y diffuser des lettres pastorales. De plus, il est président du Comité national allemand de la Fédération luthérienne mondiale (DNK/LWF).
- La conférence épiscopale se compose de 16 membres : les évêques des Églises VELKD membres et 6 autres titulaires ordonnés de bureau des dirigeants de l'église. Le Président de la conférence épiscopale est l'évêque président de la VELKD. La Conférence des évêques se réunit deux fois par an. Au printemps, ils traités comme une question prioritaire, et à l'automne, elle rencontre habituellement à l'avance au lieu de réunion du Synode général. La tâche de la Conférence des évêques est, entre autres, à prendre des décisions sur le droit de l'église de coopérer sur la réglementation pour le culte et règlements avec force de loi.
- Le synode général est l'organe législatif de l’Église protestante luthérienne unie d'Allemagne (VELKD). Il est renouvelé tous les six ans et se réunit généralement une fois par an en session ordinaire. Il se compose de 50 membres, Le Synode Général se compose de 50 membres. 38 sont élus par les synodes des églises membres du VELKD. 12 membres sont nommés par l'évêque-président. Le synode général est dirigé par un présidium de 5 personnes, élues lors de la session inaugurale. Son président est le président du synode général.

Le représentant pour l'œcuménisme (Catholica Beauftragter) de la VELKD est responsable du dialogue avec l'Église catholique romaine. Il est nommé par la direction de l'église au nom du synode général. Il soumet chaque année au synode général un rapport sur les événements œcuméniques en relation avec l'Église catholique.